# Машівська волость
Машівська волость — адміністративно-територіальна одиниця Костянтиноградського повіту Полтавської губернії з центром у селі Машівка.
Старшинами волості були:
- 1900 року Федот Мусійович Ткач[1];
- 1904 року Андрій Іванович Липоватий[2];
- 1913—1915 роках Карп Арсенович Овчаренко[3],[4].